# Socialburn
Socialburn é uma banda de post-grunge formada em 2000 em Tallahassee, na Flórida, EUA.

## Membros
- Neil Alday - vocal e guitarra
- Dusty Price - baixo
- Chris Cobb - guitarra
- Syrus Peters - bateria

## Discografia
- Where You Are (2003)
- The Beauty of Letting Go (2005)